# Monarchie abolite
Nel corso della storia si registrano molte monarchie abolite attraverso riforme legislative, colpi di Stato o guerre.

## Storia

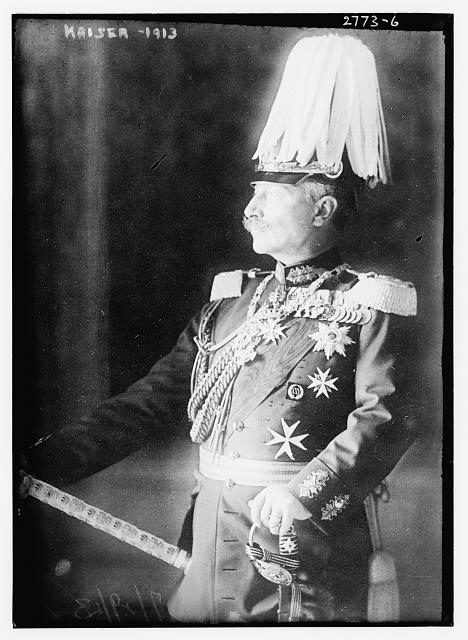
Guglielmo II di Germania.

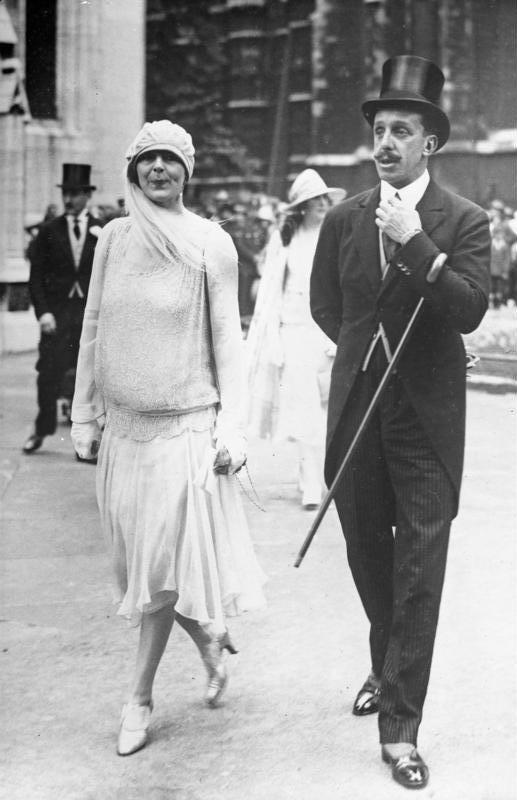
Alfonso XIII di Spagna.

Un esempio è l'abolizione, nel 1649, della monarchia inglese da parte del parlamento guidato da Oliver Cromwell. La monarchia è stata restaurata nel 1660. Un altro esempio è l'abolizione della monarchia francese nel 1792, durante la rivoluzione francese. La monarchia francese venne in seguito restaurata più volte fino al 1871. L'antica e millenaria monarchia cinese cessò di esistere nel 1912 a seguito della rivoluzione di Sun Yat-sen. L'ultimo imperatore di Corea perse il trono nel 1910 quando il paese venne annesso dal Giappone. Dopo la morte dell'ultimo khagan, nel 1924, anche la Mongolia divenne una repubblica. L'ultimo re di Birmania perse il trono nel 1885 quando il paese venne colonizzato dall'Impero britannico.
Nel 1893 un gruppo di uomini d'affari statunitensi rovesciò la regina Liliuokalani, sovrano delle Isole Hawaii, istituendo una repubblica che aderì agli Stati Uniti d'America nel 1898. La monarchia del Portogallo venne rovesciata nel 1910, due anni dopo l'assassinio del re Carlo I. La monarchia in Spagna venne abolita per la prima volta dal 1873 al 1874 dalla prima repubblica spagnola, e dal 1931 al 1975 dalla seconda repubblica spagnola (1931-1936/39) e dalla dittatura di Francisco Franco (1936/39-1975). La monarchia in Spagna è stata restaurata il 22 novembre 1975.
La prima guerra mondiale ha causato, forse, la più grande ondata di abolizioni di monarchie della storia. Le condizioni all'interno della Russia e le difficoltà della guerra diedero luogo a una rivoluzione comunista che travolse l'intera istituzione monarchica, eliminando lo zar e attuando una dittatura del proletariato. Gli sconfitti imperi tedesco, austro-ungarico e ottomano videro l'abolizione delle loro monarchie a seguito della fine della guerra. Durante il conflitto vennero istituite alcune nuove monarchie, come per il Granducato di Finlandia (per avere un re finlandese) e per la Lituania (Mindaugas II). Entrambi i re rinunciarono ai loro troni dopo la sconfitta della Germania nel novembre 1918.
Nel 1939 l'Italia invase l'Albania e detronizzò re Zog. L'Italia, insieme con le altre monarchie europee orientali di Bulgaria, Ungheria e Romania, aderì all'alleanza con la Germania nazista nella seconda guerra mondiale contro il Regno di Jugoslavia, gli alleati e l'Unione Sovietica. Con la perdita della guerra da parte delle potenze dell'Asse, i partigiani comunisti presero il potere in Jugoslavia e in Albania. I comunisti, con il sostegno dell'Unione Sovietica, abolirono le monarchie in Bulgaria, Ungheria e Romania. Anche la monarchia italiana finì grazie a un referendum nel 1946. Una particolarità della seconda guerra mondiale è stata la sconfitta del
Giappone, dove la monarchia non è stata abolita, ma l'imperatore è stato privato del carattere sacrale che aveva prima del conflitto.
In Grecia il re fu costretto all'esilio dopo un colpo di Stato nel 1967 e la repubblica venne proclamata nel 1973. Le monarchie di India, Kenya, Tanganica, Zambia, Zanzibar e Zimbabwe, quando vennero abolite o poco dopo, diventarono indipendenti dal Regno Unito pur rimanendo nell'ambito del Commonwealth a metà del XX secolo. Quella d'Irlanda non è stata abolita quando l'Irlanda è diventata indipendente dal Regno Unito, ma è stata abolita dalla Republic of Ireland Act del 1948, entrato in vigore nel 1949. Il Pakistan divenne una repubblica nel 1956. La monarchia venne abolita in Sudafrica nel 1961. A Mauritius viene abolita nel 1992. L'ultimo Paese a diventare una repubblica, nel Commonwealth e nel mondo, è Barbados nel 2021.
Le monarchie in Egitto e Sudan vennero abolite nel 1953, quella di Tunisia nel 1957, quella irachena nel 1958, quella yemenita nel 1962, quella di Libia nel 1969, quella dell'Afghanistan nel 1973, quella dell'Iran venne abolita dalla rivoluzione islamica del 1979. In Etiopia l'imperatore venne rovesciato nel 1974 a seguito di un colpo di Stato sostenuto dalla sinistra radicale. Sconvolgimenti politici e insurrezione comunista posero fine alla monarchia di Indocina dopo la seconda guerra mondiale: una breve tentativo di lasciare la forma monarchica, in Vietnam del Sud, si risolse con un nulla di fatto nel 1955; un colpo di Stato militare rovesciò la monarchia in Cambogia nel 1970 e una rivoluzione comunista nel Laos rovesciò la monarchia nel 1975. La monarchia in Cambogia è stata restaurata nel 1993. Il Brasile ha respinto un tentativo di restaurazione della monarchia nel 1990, mentre continuano gli sforzi per ristabilire le monarchie di alcuni degli stati balcanici dell'ex blocco orientale comunista.
In Bulgaria Simeone II, che venne deposto nel 1946, venne eletto primo ministro del suo paese dal 2001 al 2005. Un referendum per il ritorno della monarchia venne organizzato in Albania nel 1997, ma vinse la repubblica. Michele I di Romania e il principe Alessandro II di Jugoslavia sono stati autorizzati a tornare nei loro paesi ed hanno guadagnato una certa popolarità.
In un referendum del 1999 gli australiani respinsero la proposta di abolire la monarchia a favore di una repubblica. Il 24 dicembre 2007 il governo nepalese decise di abolire la monarchia. La monarchia nepalese è stata formalmente abolita il 28 maggio 2008.

## Monarchie abolite nel XX e XXI secolo
Questa lista è suscettibile di variazioni e potrebbe essere incompleta o non aggiornata.

| Stato                              | Stato                                                                    | Ultimo sovrano                                     | Anno       | Note |      |
| 1900                               | 1900                                                                     | 1900                                               | 1900       | 1900 | 1900 |
| ---------------------------------- | ------------------------------------------------------------------------ | -------------------------------------------------- | ---------- | --- | ---- |
|                                    | Regno di Dendi                                                           | Askia Malla                                        | 1901       | Rovesciato dalla Francia, divenne parte dell'Africa Occidentale Francese. |      |
|                                    | Impero Ashanti                                                           | Prempeh I                                          | 1902       | Rovesciato dal Regno Unito, divenne parte della Costa d'Oro. |      |
|                                    | Impero Oyo                                                               | Adeyemi I Alowolodu                                | 1905       | Dopo la morte dell'ultimo sovrano, lo stato divenne parte del protettorato britannico della Nigeria Meridionale. |      |
|                                    | Sultanato di Mwali                                                       |                                                    | 1909       | Lo stato venne annesso alla Francia. |      |
| 1910                               |                                                                          |                                                    |            | |      |
|                                    | Regno del Portogallo                                                     | Manuele II del Portogallo                          | 1910       | Rovesciato nella rivoluzione del 5 ottobre 1910. |      |
|                                    | Impero coreano                                                           | Sunjong                                            | 1910       | Rovesciato dal Giappone. |      |
|                                    | Sultanato di Angoche                                                     |                                                    | 1910       | Rovesciato dal Portogallo. |      |
|                                    | Regno di Nri                                                             | Eze Nri Òbalíke                                    | 1911       | Rovesciato dal Regno Unito, lo stato divenne parte del protettorato britannico della Nigeria Meridionale. |      |
|                                    | Regno Kasanje                                                            |                                                    | 1911       | Annesso al Portogallo. |      |
|                                    | Cina                                                                     | Pu Yi                                              | 1912       | Rovesciata dai repubblicani. |      |
|                                    | Sultanato di Ndzuwani                                                    | Saidi Mohamed bin Saidi Omar                       | 1912       | Annesso alla Francia. |      |
|                                    | Principato di Albania                                                    | Guglielmo di Wied                                  | 1914       | La monarchia è stata poi restaurata nel 1928. |      |
|                                    | Regno del Congo                                                          | Manuel III del Congo                               | 1914       | Rovesciato dal Portogallo. |      |
|                                    | Impero russo                                                             | Nicola II di Russia                                | 1917       | Rovesciato dalla rivoluzione di febbraio. |      |
|                                    | Regno del Montenegro                                                     | Nicola I del Montenegro                            | 1918       | Un referendum depose il re e unì lo Stato alla Serbia. |      |
|                                    | Impero tedesco                                                           | Guglielmo II di Germania                           | 1918       | Tutte le monarchie tedesche vennero abolite al termine della prima guerra mondiale. |      |
|                                    | Prussia                                                                  | Guglielmo II di Germania                           | 1918       | Tutte le monarchie tedesche vennero abolite al termine della prima guerra mondiale. |      |
|                                    | Baviera                                                                  | Ludovico III di Baviera                            | 1918       | Tutte le monarchie tedesche vennero abolite al termine della prima guerra mondiale. |      |
|                                    | Württemberg                                                              | Guglielmo II di Württemberg                        | 1918       | Tutte le monarchie tedesche vennero abolite al termine della prima guerra mondiale. |      |
|                                    | Sassonia                                                                 | Federico Augusto III di Sassonia                   | 1918       | Tutte le monarchie tedesche vennero abolite al termine della prima guerra mondiale. |      |
|                                    | Assia                                                                    | Ernesto Luigi d'Assia                              | 1918       | Tutte le monarchie tedesche vennero abolite al termine della prima guerra mondiale. |      |
|                                    | Baden                                                                    | Federico II di Baden                               | 1918       | Tutte le monarchie tedesche vennero abolite al termine della prima guerra mondiale. |      |
|                                    | Sassonia-Weimar-Eisenach                                                 | Guglielmo Ernesto di Sassonia-Weimar-Eisenach      | 1918       | Tutte le monarchie tedesche vennero abolite al termine della prima guerra mondiale. |      |
|                                    | Meclemburgo-Schwerin                                                     | Federico Francesco IV di Meclemburgo-Schwerin      | 1918       | Tutte le monarchie tedesche vennero abolite al termine della prima guerra mondiale. |      |
| Meclemburgo-Strelitz               |                                                                          | Federico Francesco IV di Meclemburgo-Schwerin      | 1918       | Tutte le monarchie tedesche vennero abolite al termine della prima guerra mondiale. |      |
|                                    | Oldenburg                                                                | Federico Augusto II di Oldenburg                   | 1918       | Tutte le monarchie tedesche vennero abolite al termine della prima guerra mondiale. |      |
|                                    | Brunswick                                                                | Ernesto Augusto III di Brunswick                   | 1918       | Tutte le monarchie tedesche vennero abolite al termine della prima guerra mondiale. |      |
|                                    | Anhalt                                                                   | Gioacchino Ernesto di Anhalt                       | 1918       | Tutte le monarchie tedesche vennero abolite al termine della prima guerra mondiale. |      |
|                                    | Sassonia-Coburgo-Gotha                                                   | Carlo Edoardo di Sassonia-Coburgo-Gotha            | 1918       | Tutte le monarchie tedesche vennero abolite al termine della prima guerra mondiale. |      |
|                                    | Sassonia-Meiningen                                                       | Bernardo III di Sassonia-Meiningen                 | 1918       | Tutte le monarchie tedesche vennero abolite al termine della prima guerra mondiale. |      |
|                                    | Sassonia-Altenburg                                                       | Ernesto II di Sassonia-Altenburg                   | 1918       | Tutte le monarchie tedesche vennero abolite al termine della prima guerra mondiale. |      |
| Germania (bandiera)                | Waldeck e Pyrmont                                                        | Federico di Waldeck e Pyrmont                      | 1918       | Tutte le monarchie tedesche vennero abolite al termine della prima guerra mondiale. |      |
|                                    | Lippe                                                                    | Leopoldo IV di Lippe                               | 1918       | Tutte le monarchie tedesche vennero abolite al termine della prima guerra mondiale. |      |
|                                    | Schaumburg-Lippe                                                         | Adolfo II di Schaumburg-Lippe                      | 1918       | Tutte le monarchie tedesche vennero abolite al termine della prima guerra mondiale. |      |
|                                    | Schwarzburg-Rudolstadt                                                   | Günther di Schwarzburg                             | 1918       | Tutte le monarchie tedesche vennero abolite al termine della prima guerra mondiale. |      |
| Schwarzburg-Sondershausen          |                                                                          | Günther di Schwarzburg                             | 1918       | Tutte le monarchie tedesche vennero abolite al termine della prima guerra mondiale. |      |
|                                    | Reuss Senior                                                             | Enrico XXVII di Reuss-Gera                         | 1918       | Tutte le monarchie tedesche vennero abolite al termine della prima guerra mondiale. |      |
|                                    | Reuss Junior                                                             | Enrico XXVII di Reuss-Gera                         | 1918       | Tutte le monarchie tedesche vennero abolite al termine della prima guerra mondiale. |      |
| Austria-Ungheria (bandiera)        | Impero austro-ungarico                                                   | Carlo I d'Austria                                  | 1918       | Deposto. |      |
|                                    | Finlandia                                                                | Federico Carlo d'Assia-Kassel                      | 1918       | Monarchie effimere. |      |
| Lituania (bandiera)                | Regno Lituania                                                           | Mindaugas II di Lituania                           | 1918       | Monarchie effimere. |      |
|                                    | Polonia                                                                  | Nessuno (reggenza)                                 | 1918       | Monarchie effimere. |      |
|                                    | Ungheria                                                                 | Carlo IV d'Ungheria                                | 1918       | Monarchia restaurata nel 1920, ma senza il re e con Miklós Horthy come reggente. |      |
| 1920                               |                                                                          |                                                    |            | |      |
|                                    | Emirato di Bukhara                                                       | Mohammed Alim Khan                                 | 1920       | |      |
|                                    | Khanato di Khiva                                                         | Abdallah Khan                                      | 1920       | |      |
| Impero ottomano (bandiera)         | Impero ottomano                                                          | Mehmed VI                                          | 1922       | Sultanato abolito nel 1922. |      |
|                                    | Sultanato di Witu                                                        | Fumo `Umar ibn Ahmad                               | 1923       | Rovesciato dal Regno Unito e incorporato nel Kenya. |      |
|                                    | Grecia                                                                   | Giorgio II di Grecia                               | 1924       | Il regno è stato restaurato con referendum nel 1935, nuovamente abolito in un plebiscito nel 1973 e non restaurato nel referendum del 1974. |      |
|                                    | Khanato di Mongolia                                                      | Bogd Khan                                          | 1924       | Proclamata una repubblica comunista dopo la morte del khan. |      |
|                                    | Regno di Orungu                                                          | Rogombé-Nwèntchandi                                | 1927       | Rovesciato dalla Francia. |      |
| 1930                               |                                                                          |                                                    |            | |      |
| Spagna (bandiera)                  | Spagna                                                                   | Alfonso XIII di Spagna                             | 1931       | La monarchia è stata in seguito restaurata. |      |
|                                    | Regno di Jimma                                                           | Abba Jofir                                         | 1932       | Rovesciato dall'Etiopia. |      |
|                                    | Albania                                                                  | Zog I di Albania                                   | 1939       | Invasione italiana. |      |
| 1940                               |                                                                          |                                                    |            | |      |
|                                    | Stato Indipendente di Croazia                                            | Tomislavo II di Croazia                            | 1943       | Abdicazione dal trono dello Stato Indipendente di Croazia. |      |
|                                    | Regno d'Islanda                                                          | Cristiano X di Danimarca                           | 1944       | Fine dell'unione fra Islanda e Danimarca. |      |
|                                    | Regno di Jugoslavia                                                      | Pietro II di Jugoslavia                            | 1945       | Decisione dell'Assemblea costituente. |      |
|                                    | Manciukuò                                                                | Pu Yi                                              | 1945       | Confluito dentro la Repubblica di Cina dopo l'abolizione dell'impero. |      |
|                                    | Regno d'Ungheria                                                         | Nessuno (Miklós Horthy come reggente)              | 1946       | Decisione del parlamento. |      |
|                                    | Regno d'Italia                                                           | Umberto II                                         | 1946       | Monarchia abolita a seguito di referendum. |      |
|                                    | Regno di Bulgaria                                                        | Simeone II di Bulgaria                             | 1946       | Monarchia abolita a seguito di referendum, con un risultato del 95% contrario alla monarchia. |      |
|                                    | Regno di Sarawak                                                         | Charles Vyner Brooke                               | 1946       | |      |
| Romania (bandiera)                 | Regno di Romania                                                         | Michele I di Romania                               | 1947       | Forzato ad abdicare dai comunisti. |      |
|                                    | India                                                                    | Diversi marajà                                     | 1947- 1950 | Diventati Stati federali dell'India indipendente. |      |
|                                    | Stato Libero d'Irlanda                                                   | Giorgio VI del Regno Unito                         | 1949       | Proclamazione della repubblica, esce dal Commonwealth. |      |
| 1950                               |                                                                          |                                                    |            | |      |
|                                    | Dominion dell'India                                                      | Giorgio VI del Regno Unito                         | 1950       | Proclamazione della Repubblica, rimane all'interno del Commonwealth. |      |
|                                    | Egitto e Sudan                                                           | Fuad II d'Egitto                                   | 1953       | Rivoluzione egiziana. |      |
|                                    | Vietnam del Nord                                                         | Bảo Đại                                            | 1954       | Divisione del Vietnam a seguito degli accordi di Ginevra. |      |
| Vietnam del Sud (bandiera)         | Stato del Vietnam                                                        | Bảo Đại                                            | 1955       | Referendum e nascita della Repubblica del Vietnam. |      |
|                                    | Dominion del Pakistan                                                    | Elisabetta II del Regno Unito                      | 1956       | Proclamazione della Repubblica, rimane all'interno del Commonwealth. |      |
| Tunisia (bandiera)                 | Regno di Tunisia                                                         | Muhammad VIII al-Amin                              | 1957       | Proclamazione della Repubblica come decione del parlamento. |      |
|                                    | Regno dell'Iraq                                                          | Faisal II d'Iraq                                   | 1958       | Rivoluzione del 14 luglio e proclamazione della Repubblica. |      |
| 1960                               |                                                                          |                                                    |            | |      |
| Ghana (bandiera)                   | Dominion del Ghana                                                       | Elisabetta II del Regno Unito                      | 1960       | Proclamazione della Repubblica, rimane all'interno del Commonwealth. |      |
|                                    | Unione Sudafricana                                                       | Elisabetta II del Regno Unito                      | 1961       | Proclamazione della Repubblica, esce dal Commonwealth e non ritorna fino al 1994. |      |
|                                    | Regno del Ruanda                                                         | Kigeli V                                           | 1961       | Colpo di Stato. |      |
| Tanganica (bandiera)               | Tanganica                                                                | Elisabetta II del Regno Unito                      | 1962       | Proclamazione della Repubblica, rimane all'interno del Commonwealth. |      |
| Regno dello Yemen (bandiera)       | Regno Mutawakkilita dello Yemen                                          | Muhammad al-Badr                                   | 1962       | Guerra civile dello Yemen del Nord e proclamazione della Repubblica Araba dello Yemen. |      |
|                                    | Nigeria                                                                  | Elisabetta II del Regno Unito                      | 1963       | Proclamazione della Repubblica, rimane all'interno del Commonwealth. |      |
| Uganda (bandiera)                  | Uganda                                                                   | Elisabetta II del Regno Unito                      | 1963       | Proclamazione della Repubblica, rimane all'interno del Commonwealth. |      |
|                                    | Kenya                                                                    | Elisabetta II del Regno Unito                      | 1964       | Proclamazione della Repubblica, rimane all'interno del Commonwealth. |      |
|                                    | Sultanato di Zanzibar                                                    | Jamshid bin Abdullah di Zanzibar                   | 1964       | Rivoluzione di Zanzibar, nascita della Repubblica Popolare di Zanzibar e unione nell'aprile dello stesso anno al Tanganica per formare la Tanzania. |      |
|                                    | Regno del Burundi                                                        | Ntare Ndizeye                                      | 1966       | Colpo di Stato. |      |
| Malawi (bandiera)                  | Nyasaland                                                                | Elisabetta II del Regno Unito                      | 1966       | Proclamazione della Repubblica, rimane all'interno del Commonwealth e viene rinominato "Malawi". |      |
|                                    | Ankole                                                                   | Gasyonga II di Ankole                              | 1967       | Monarchie dell'Uganda abolite dalla costituzione del presidente Milton Obote del 1967. |      |
|                                    | Buganda                                                                  | Mutesa II del Buganda                              | 1967       | Monarchie dell'Uganda abolite dalla costituzione del presidente Milton Obote del 1967. |      |
|                                    | Bunyoro                                                                  | Winyi IV del Bunyoro                               | 1967       | Monarchie dell'Uganda abolite dalla costituzione del presidente Milton Obote del 1967. |      |
|                                    | Busoga                                                                   | Henry Wako Muloki                                  | 1967       | Monarchie dell'Uganda abolite dalla costituzione del presidente Milton Obote del 1967. |      |
|                                    | Rwenzururu                                                               | Charles Wesley Mumbere                             | 1967       | Monarchie dell'Uganda abolite dalla costituzione del presidente Milton Obote del 1967. |      |
|                                    | Toro                                                                     | Olimi III di Toro                                  | 1967       | Monarchie dell'Uganda abolite dalla costituzione del presidente Milton Obote del 1967. |      |
|                                    | Sultanato di Fadhli                                                      | Nasser bin Abdullah bin Hussein bin Ahmed Alfadhli | 1967       | Tutti gli stati sono stati incorporati nella nuova Repubblica Democratica Popolare dello Yemen. |      |
| Sultanato di Qu'aiti               | Ghalib II bin Awadh bin Saleh Al Qu'aiti                                 |                                                    | 1967       | Tutti gli stati sono stati incorporati nella nuova Repubblica Democratica Popolare dello Yemen. |      |
| Sultanato di Yafa Superiore        | Muhammad ibn Salih Harharah                                              |                                                    | 1967       | Tutti gli stati sono stati incorporati nella nuova Repubblica Democratica Popolare dello Yemen. |      |
| Sultanato di Yafa Inferiore        | Mahmud ibn Aidrus Al Afifi                                               |                                                    | 1967       | Tutti gli stati sono stati incorporati nella nuova Repubblica Democratica Popolare dello Yemen. |      |
| Sceiccato di Muflahi               | al Qasim ibn Abd ar Rahman                                               |                                                    | 1967       | Tutti gli stati sono stati incorporati nella nuova Repubblica Democratica Popolare dello Yemen. |      |
| Sultanato di Audhali               | Salih ibn al Husayn ibn Jabil Al Audhali                                 |                                                    | 1967       | Tutti gli stati sono stati incorporati nella nuova Repubblica Democratica Popolare dello Yemen. |      |
| Emirato di Beihan                  | Saleh al Hussein Al Habieli                                              |                                                    | 1967       | Tutti gli stati sono stati incorporati nella nuova Repubblica Democratica Popolare dello Yemen. |      |
| Sceiccato di Dathina               | 'Abd al-Qadir ibn Shaya                                                  |                                                    | 1967       | Tutti gli stati sono stati incorporati nella nuova Repubblica Democratica Popolare dello Yemen. |      |
| Emirato di Dhala                   | Shafaul ibn Ali Shaif Al Amiri                                           |                                                    | 1967       | Tutti gli stati sono stati incorporati nella nuova Repubblica Democratica Popolare dello Yemen. |      |
| Sultanato di Balhaf                | Nasir ibn `Abd Allah al-Wahidi                                           |                                                    | 1967       | Tutti gli stati sono stati incorporati nella nuova Repubblica Democratica Popolare dello Yemen. |      |
| Sceiccato di Shaib                 | Yahya ibn Mohamed Al Kholaqi al-Saqladi                                  |                                                    | 1967       | Tutti gli stati sono stati incorporati nella nuova Repubblica Democratica Popolare dello Yemen. |      |
| Sceiccato di Alawi                 | Salih ibn Sayil Al Alawi                                                 |                                                    | 1967       | Tutti gli stati sono stati incorporati nella nuova Repubblica Democratica Popolare dello Yemen. |      |
| Sceiccato di Aqrabi                | Mahmud ibn Muhammad Al Aqrabi                                            |                                                    | 1967       | Tutti gli stati sono stati incorporati nella nuova Repubblica Democratica Popolare dello Yemen. |      |
| Sultanato di Haban                 | Husayn ibn Abd Allah Al Wahidi                                           |                                                    | 1967       | Tutti gli stati sono stati incorporati nella nuova Repubblica Democratica Popolare dello Yemen. |      |
| Sceiccato di Qutaibi               |                                                                          |                                                    | 1967       | Tutti gli stati sono stati incorporati nella nuova Repubblica Democratica Popolare dello Yemen. |      |
| Sceiccato di Hadrami               | 'Abd al-Qawi ibn Muhammad al-Hadrami                                     |                                                    | 1967       | Tutti gli stati sono stati incorporati nella nuova Repubblica Democratica Popolare dello Yemen. |      |
| Sceiccato di Mawsata               | `Aydarus ibn Ahmad Al Harhara e Salih ibn al-Husayn ibn Salih Al Harhara |                                                    | 1967       | Tutti gli stati sono stati incorporati nella nuova Repubblica Democratica Popolare dello Yemen. |      |
| Sceiccato di Busi                  |                                                                          |                                                    | 1967       | Tutti gli stati sono stati incorporati nella nuova Repubblica Democratica Popolare dello Yemen. |      |
| Sceiccato di Dhubi                 | `Abd al-Rahman ibn Salih                                                 |                                                    | 1967       | Tutti gli stati sono stati incorporati nella nuova Repubblica Democratica Popolare dello Yemen. |      |
| Sultanato di Haushabi              | Faysal ibn as-Surur al-Hawshabi                                          |                                                    | 1967       | Tutti gli stati sono stati incorporati nella nuova Repubblica Democratica Popolare dello Yemen. |      |
| Sultanato di Kathiri               | al-Husain ibn 'Ali al-Kathir                                             |                                                    | 1967       | Tutti gli stati sono stati incorporati nella nuova Repubblica Democratica Popolare dello Yemen. |      |
| Sultanato Mahra di Qishn e Socotra | `Isa ibn `Ali ibn Salim Afrar al-Mahri                                   |                                                    | 1967       | Tutti gli stati sono stati incorporati nella nuova Repubblica Democratica Popolare dello Yemen. |      |
| Sultanato di Lahej                 | al-Fadl VI ibn 'Ali al-`Abdali                                           |                                                    | 1967       | Tutti gli stati sono stati incorporati nella nuova Repubblica Democratica Popolare dello Yemen. |      |
| Sultanato di Aulaqi Inferiore      | Nasir ibn `Aydarus al-`Awlaqi                                            |                                                    | 1967       | Tutti gli stati sono stati incorporati nella nuova Repubblica Democratica Popolare dello Yemen. |      |
| Sultanato di Aulaqi Superiore      | `Awad ibn Salih al-`Awlaqi                                               |                                                    | 1967       | Tutti gli stati sono stati incorporati nella nuova Repubblica Democratica Popolare dello Yemen. |      |
| Sceiccato di Aulaqi Superiore      | Amir `Abd Allah ibn Muhsin al-Yaslami al-`Awlaqi                         |                                                    | 1967       | Tutti gli stati sono stati incorporati nella nuova Repubblica Democratica Popolare dello Yemen. |      |
| Maldive (bandiera)                 | Sultanato delle Maldive                                                  | Muhammad Fareed Didi                               | 1968       | Referendum. |      |
| Libia (bandiera)                   | Regno Unito di Libia                                                     | Idris I di Libia                                   | 1969       | Colpo di Stato. |      |
|                                    | Amb                                                                      | Nawab Sir Muhammad Farid Khan                      | 1969       | Abolizione degli stati di frontiera pakistani e unione di essi alla Provincia della Frontiera del Nord Ovest. |      |
| Chitral                            | Mohammad Saif ul-Mulk Nasir                                              |                                                    | 1969       | Abolizione degli stati di frontiera pakistani e unione di essi alla Provincia della Frontiera del Nord Ovest. |      |
| Dir                                | Muhammad Shah Khosru Khan                                                |                                                    | 1969       | Abolizione degli stati di frontiera pakistani e unione di essi alla Provincia della Frontiera del Nord Ovest. |      |
| Swat                               | Miangul Abdul-Haqq Jahan Zeb                                             |                                                    | 1969       | Abolizione degli stati di frontiera pakistani e unione di essi alla Provincia della Frontiera del Nord Ovest. |      |
| 1970                               |                                                                          |                                                    |            | |      |
| Cambogia (bandiera)                | Regno di Cambogia                                                        | Norodom Sihanouk                                   | 1970       | Successivamente restaurata. |      |
|                                    | Gambia                                                                   | Elisabetta II del Regno Unito                      | 1970       | Proclamazione della Repubblica, rimane all'interno del Commonwealth. |      |
| Guyana (bandiera)                  | Guyana                                                                   | Elisabetta II del Regno Unito                      | 1970       | Proclamazione della Repubblica, rimane all'interno del Commonwealth. |      |
|                                    | Sierra Leone                                                             | Elisabetta II del Regno Unito                      | 1971       | Proclamazione della Repubblica, rimane all'interno del Commonwealth. |      |
| Sri Lanka (bandiera)               | Dominion di Ceylon                                                       | Elisabetta II del Regno Unito                      | 1972       | Proclamazione della Repubblica, rimane all'interno del Commonwealth e viene rinominato "Sri Lanka". |      |
| Afghanistan (bandiera)             | Regno dell'Afghanistan                                                   | Mohammed Zahir Shah                                | 1973       | Colpo di Stato. |      |
|                                    | Regno di Grecia                                                          | Costantino II di Grecia                            | 1973       | La Dittatura dei colonnelli, attraverso un plebiscito, dichiara la nascita della repubblica. Dopo la caduta del regime, viene effettuato un nuovo referendum per restaurare la monarchia, che però si concluse con il mantenimento della repubblica. |      |
|                                    | Impero d'Etiopia                                                         | Haile Selassie I                                   | 1974       | Colpo di Stato. |      |
| Malta (bandiera)                   | Stato di Malta                                                           | Elisabetta II del Regno Unito                      | 1974       | Proclamazione della Repubblica di Malta, rimane all'interno del Commonwealth. |      |
|                                    | Regno del Laos                                                           | Savang Vatthana                                    | 1975       | Rovesciata dai comunisti. |      |
|                                    | Regno del Sikkim                                                         | Palden Thondup Namgyal                             | 1975       | Referendum di annessione all'India. |      |
|                                    | Trinidad e Tobago                                                        | Elisabetta II del Regno Unito                      | 1976       | Proclamazione della Repubblica, rimane all'interno del Commonwealth. |      |
|                                    | Stato Imperiale dell'Iran                                                | Mohammad Reza Pahlavi                              | 1979       | Rivoluzione islamica. |      |
|                                    | Impero Centrafricano                                                     | Jean-Bédel Bokassa                                 | 1979       | Colpo di Stato. |      |
| 1980                               |                                                                          |                                                    |            | |      |
| Rhodesia Meridionale (bandiera)    | Rhodesia Meridionale                                                     | Elisabetta II del Regno Unito                      | 1980       | Proclamazione della Repubblica, rimane all'interno del Commonwealth e viene rinominato Zimbabwe. |      |
|                                    | Rwenzururu                                                               | Isaya Mukirania                                    | 1982       | Forzato ad abdicare dall'Uganda. |      |
|                                    | Dominion delle Fiji                                                      | Elisabetta II del Regno Unito                      | 1987       | Proclamazione della Repubblica, esce dal Commonwealth e non ritorna fino al 1997. |      |
| 1990                               |                                                                          |                                                    |            | |      |
| Kuwait (bandiera)                  | Stato del Kuwait                                                         | Jabir III al-Ahmad al-Jabir Al Sabah               | 1990       | Invasione irachena e nascita della Repubblica del Kuwait e successiva annessione all'Iraq. Successivamente restaurato a seguito della Guerra del Golfo. |      |
| Mauritius (bandiera)               | Mauritius                                                                | Elisabetta II del Regno Unito                      | 1992       | Proclamazione della Repubblica, rimane all'interno del Commonwealth. |      |
| 2000                               |                                                                          |                                                    |            | |      |
| Samoa (bandiera)                   | Samoa                                                                    | Malietoa Tanumafili II                             | 2007       | Samoa è de iure una monarchia costituzionale e de facto una repubblica parlamentare, poiché il capo di Stato è scelto dal parlamento (dove siedono i rappresentanti dei capifamiglia, matai) tra una cerchia ristretta di persone. Il monarca, fino all'11 maggio 2007 (giorno della sua morte), è stato Malietoa Tanumafili II. In base alla Costituzione i successivi sovrani non sono eletti a vita, ma devono essere confermati dal parlamento ogni 5 anni. Questo ha reso Samoa una repubblica de facto. Nel 2007 il nuovo capo dello Stato (O le Ao o le Malo in lingua samoana) è stato scelto nella persona di Tufuga Efi. |      |
| Nepal (bandiera)                   | Regno del Nepal                                                          | Gyanendra del Nepal                                | 2008       | La monarchia è stata abolita il 28 maggio 2008 dal parlamento nepalese, senza che si svolgesse un referendum. |      |
| 2020                               |                                                                          |                                                    |            | |      |
| Barbados (bandiera)                | Barbados                                                                 | Elisabetta II del Regno Unito                      | 2021       | La monarchia è stata abolita il 30 novembre 2021, con la proclamazione della repubblica. Sandra Mason, già governatrice generale, è stata eletta dal Parlamento come prima presidente. Il paese rimane all'interno del Commonwealth. |      |

## Monarchie esistenti precedentemente abolite e restaurate
| Stato               | Stato       | Abolizione | Note | Restaurazione   |
| ------------------- | ----------- | ---------- | --- | --------------- |
|                     | Inghilterra | 1649       | Monarchie abolite a seguito dell'istituzione del repubblicano Commonwealth of England di Oliver Cromwell. Restaurate nel 1660 con Carlo II d'Inghilterra. | 1660            |
|                     | Scozia      | 1649       | Monarchie abolite a seguito dell'istituzione del repubblicano Commonwealth of England di Oliver Cromwell. Restaurate nel 1660 con Carlo II d'Inghilterra. | 1660            |
|                     | Irlanda     | 1649       | Monarchie abolite a seguito dell'istituzione del repubblicano Commonwealth of England di Oliver Cromwell. Restaurate nel 1660 con Carlo II d'Inghilterra. | 1660            |
| Spagna (bandiera)   | Spagna      | 1873       | Istituzione della prima repubblica spagnola, caduta l'anno successivo. | 1874            |
| Spagna (bandiera)   | Spagna      | 1931       | Istituzione della seconda repubblica spagnola. La monarchia venne restaurata de iure nel 1947, ma Francisco Franco si autonominò reggente. Nel 1975, alla morte di Franco, Juan Carlos di Borbone ascese al trono. | 1975 (de facto) |
| Kuwait (bandiera)   | Kuwait      | 1990       | Il 4 agosto 1990, a seguito dell'invasione irachena, viene proclamata la Repubblica del Kuwait. Il 28 agosto 1990 l'intero territorio viene annesso all'Iraq. L'emirato viene restaurato nel 1991 a seguito dell'intervento statunitense. | 1991            |
|                     | Buganda     | 1967       | Monarchie abolite dalla costituzione del presidente Milton Obote del 1967. Nel 1993 il presidente Yoweri Museveni le ha nuovamente riconosciute come entità culturali storiche, restaurando i rispettivi sovrani. Il regno tradizionale di Ankole non venne restaurato. | 1993            |
|                     | Bunyoro     | 1967       | Monarchie abolite dalla costituzione del presidente Milton Obote del 1967. Nel 1993 il presidente Yoweri Museveni le ha nuovamente riconosciute come entità culturali storiche, restaurando i rispettivi sovrani. Il regno tradizionale di Ankole non venne restaurato. | 1993            |
|                     | Toro        | 1967       | Monarchie abolite dalla costituzione del presidente Milton Obote del 1967. Nel 1993 il presidente Yoweri Museveni le ha nuovamente riconosciute come entità culturali storiche, restaurando i rispettivi sovrani. Il regno tradizionale di Ankole non venne restaurato. | 1993            |
| Cambogia (bandiera) | Cambogia    | 1970       | Colpo di Stato del 1970 e nascita della Repubblica Khmer. L'ex re Norodom Sihanouk divenne poi nel 1975 Presidente del Presidium di Stato della Kampuchea Democratica alleandosi con i khmer rossi della neonata Kampuchea Democratica. Successivamente venne forzato all'esilio dai suoi ex alleati. La monarchia è stata restaurata nel 1993, stavolta in forma elettiva. | 1993            |
|                     | Rwenzururu  | 1982       | Dissoluzione di tutti gli antichi regni tradizionali da parte del governo ugandese. Restaurata nel 2009. | 2009            |